# Тартан (химия)
Тартан (фр. tartane) — материал с низким внутренним трением (т.е. упругий), род резины, используется для покрытия беговых дорожек стадионов, прыжковых секторов и т.д., а также, реже – для покрытия поверхностей общего назначения (прогулочных дорожек, детских площадок и пр.), изготовления тренировочного и имитационного (в том числе т.н. «ролевого») оружия и др.
Распространённое тартановое (полиуретановое) покрытие — на основе резиновой крошки с  наливной технологией укладки.